# Église d'Egami
L'église d'Egami (江上天主堂, Egami tenshudō) est une église catholique située à Gotō, dans la préfecture de Nagasaki au Japon.
L'église est construite en 1918 après la levée de l'interdiction du christianisme. Elle est souvent considérée comme l'une des plus belles églises en bois du Japon et figure depuis 2018 parmi les sites du patrimoine mondial avec le village d'Egami dans le cadre des sites chrétiens cachés de la région de Nagasaki.

## Histoire
Le christianisme est entré pour la première fois sur l'île de Naru, là où est situé l'église Egami, lorsque quatre familles chrétiennes cachées ont émigré de Nishisonogi pour échapper à la persécution. Ces familles se sont installées près de la côte, loin des villages préexistants sur l'île, leur permettant de pratiquer leur foi en secret. Après la levée de l'interdiction du christianisme, les habitants ont construit une simple église en bois en 1906. En raison du financement de la pêche Kibinago,, l'église est rénovée dans son état actuel en 1919, avec l'aide de l'architecte Yosuke Tetsukawa. L'église connait peinte sa palette de couleurs actuelle de blanc et de bleu pastel depuis 2001. Depuis 2016, elle subit des travaux de réparation à petite échelle pour préserver son état. En 2015, l'église a accueilli 790 visiteurs par mois. Il ne reste actuellement qu'une seule famille chrétienne dans le village d'Egami, bien que l'église fonctionne toujours comme un lieu de rassemblement pour la communauté locale sur l'île de Naru,.
En 2008, l'église d'Egami est désignée comme Bien culturel important et en 2012, l'enceinte de l'église est inscrite comme bien culturel important. En 2018, l'église ainsi que le village d'Egami figure parmi les sites du patrimoine mondial de l'UNESCO entrés sous le nom de sites chrétiens cachés de la région de Nagasaki,. L'église est inscrite parce qu'elle est « représentative de la série d'églises construites par les anciens chrétiens cachés ».

## Architecture
L'architecte principal de l'église est Yosuke Tetsukawa, surnommé « le père de l'architecture d'église » en raison des nombreuses églises qu'il a conçues à travers le Japon. L'église d'Egami est construite de manière à pouvoir s'adapter au climat et à l'environnement de l'île de Naru. Elle  est entourée d'un bosquet d'arbres qui protège l'église des dommages causés par les tempêtes et présente des murs blancs et des vitres bleues. Elle est considérée comme l'une des plus belles églises en bois du Japon, mais son extérieur a subi un vieillissement visible ces dernières années[Quand ?]. L'intérieur de l'église présente un plafond en voûte d'ogives et trois nefs, ses fenêtres ont un motif de fleurs de cerisier dessiné à la main. Les murs de la nef de l'église présentent une conception d'arcade avec un triforium.